# Maria Mercader
Maria Carla Mercader (Nueva York, 28 de noviembre de 1965-Ibidem., 29 de marzo de 2020) fue una periodista y productora de noticias estadounidense que trabajó para CBS News durante más de tres décadas. Por su trabajo en la producción de un informe de la CBS sobre spam informático, Mercader ganó un premio Emmy empresarial en 2004. En 2020, murió de COVID-19 durante su brote en la ciudad de Nueva York.

## Biografía

### Infancia
Nació el 28 de noviembre de 1965 en la ciudad de Nueva York, hija de Manuel y Gladys Mercader. Estudió en la Dominican Academy, luego en el Colegio de New Rochelle, donde se graduó en 1987.

### Carrera profesional
Comenzó a trabajar para CBS News en 1987 en el programa de páginas de la compañía, luego comenzó su carrera de noticias en CBS Newspath, donde produjo piezas para su distribución en las afiliadas de CBS. También trabajó en los mostradores de noticias nacionales y extranjeros de la red, ayudando a producir noticias de última hora sobre la muerte de la princesa Diana y los ataques del 11 de septiembre. En 2004, ganó un Premio Emmy por Informes Comerciales y Financieros por ayudar a producir The Little Engine That could, Spam, un informe de CBS News Sunday Morning sobre spam informático.
Fue nombrada directora de estrategia de talento en 2016 donde ayudó a mejorar la diversidad en el lugar de trabajo y coordinó la participación de CBS News con la Asociación de Periodistas Asiáticos Americanos (AAJA), la Asociación Nacional de Periodistas Lesbianas y Gays y la Asociación Nacional de Periodistas Negros. Se graduó del Programa de Liderazgo Ejecutivo de AAJA en Chicago en 2004. 

### Fallecimiento
Durante más de dos décadas antes de su muerte, luchó contra el cáncer y numerosas enfermedades. En la última semana de febrero de 2020, tomó un permiso médico, luego sucumbió a la pandemia de COVID-19 en un hospital de Nueva York, falleciendo a los cincuenta y cuatro años el 29 de marzo de 2020.